# Laurentius von Schnüffis
Laurentius von Schnüffis, eigentlich Johann Martin bzw. Johannes Martin, (* 24. August 1633 in Schnifis in Vorarlberg; † 7. Januar 1702 in Konstanz) war zunächst ein fahrender Scholar, dann Theaterschauspieler und Sänger (Tenor), bevor er als Kapuziner ein bedeutender spätbarocker Prediger, Komponist, Lyriker und Erzähler wurde.

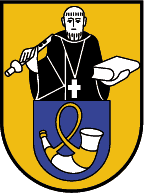
Wappen von Schnifis, das Laurentius mit Schalmei und Buch zeigt

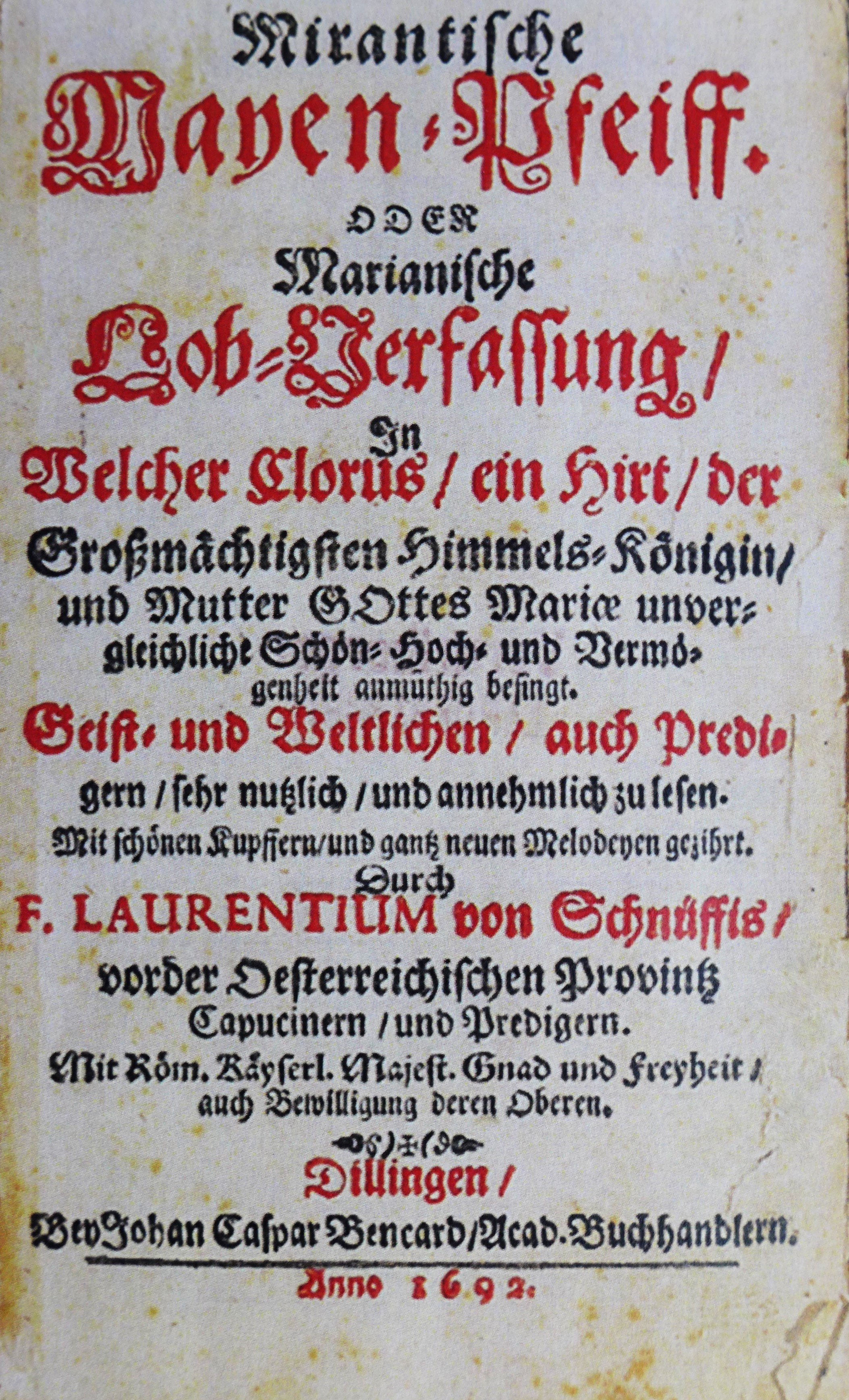
Mirantischer Mayen-Pfeiff von Laurentius von Schnüffis, Dillingen 1692

## Leben
Laurentius von Schnüffis war ab 1655 Schauspieler und Sänger am Hoftheater Innsbruck, sein Gönner war Erzherzog Ferdinand Karl. Ab 1661 leitete er die Innsbrucker Hofbühne. 1665 wandte er sich vom Hofleben ab und trat unter dem Namen Laurentius in den Kapuzinerorden ein. Von Kaiser Leopold I. wurde er für sein 1682 erschienenes Mirantisches Flötlein zum Dichter gekrönt.
Eine Besonderheit seines Werks sind die Versuche, die Mythologie der Antike mit der christlichen Überlieferung zu verbinden. Auch die Naturdarstellung spielt eine große Rolle. Da er seine Gedichte als Erbauungsliteratur für weite Kreise verstand, bot er seinen Lesern häufig Erläuterungen schwieriger Stellen.

## Werke (Auswahl)
- Philotheus 1665 (autobiographischer Schäferroman)
- Des Miranten / Eines welt- und hof-verwirrten Hirtens wunderlicher Weeg nach der Ruhseeligen Einsamkeit. Costantz 1689. (Erweiterte und veränderte Ausgabe des Philotheus)
- Mirantisches Flötlein 1682 (Lyrik), doi:10.3931/e-rara-79371 (Digitalisat auf e-rara)
- Mirantische Wald-Schallmei oder: Schulwahrer Weisheit 1688 (Lyrik)
- Mirantische Mayen-Pfeiff 1691 (Lyrik)
- Mirantische Maul-Trummel oder Wohlbedenckliche Gegen-Sätze böser und guter Begirden 1695 (Lyrik)
- Futer über die Mirantische Maul-Trummel. Konstanz 1698.
- Lusus mirabiles orbis ludentis. Mirantische Wunder-Spiel der Welt. Kempten 1703.
- Vil-färbige Himels-Tulipan Himmels-Tulipan, Das ist: Außerlesenes Gebett-Buch. Costantz 1699.